# Prima Categoria 1914-15
El Campeonato Italiano de Fútbol 1914-15 fue la 18.ª edición de dicho campeonato. En aquella época el torneo se jugaba en 2 grupos: zona norte y centro-sur. El ganador se determinaba en una ronda final al enfrentarse los mejores de cada grupo, sin embargo, debido a la Primera Guerra Mundial, el torneo fue suspendido. En el 1919, la FIGC le dio el título al Genoa. 
En 2015 Claudio Lotito, dueño y presidente de la SS Lazio, considera seriamente reclamar el título para su club ya que señala que se le entregó injustamente al Genoa. Lotito considera que no se tuvo en cuenta que al momento de la suspensión del campeonato la Lazio tenía 8 puntos mientras los genoveses solo habían acumulado 7 unidades.

## Zona Norte

### Clasificaciones
Los primeros dos equipos de cada grupo y los cuatro mejores terceros avanzaron a semifinales

#### Grupo A

##### Clasificación
|    | Equipo                | Pts | PJ | PG | PE | PP | GF | GC | +/- | Comentarios  |
| -- | --------------------- | --- | -- | -- | -- | -- | -- | -- | --- | ------------ |
| 1. | Genoa                 | 18  | 10 | 9  | 0  | 1  | 61 | 5  | +56 | Clasificados |
| 2. | Alessandria           | 14  | 10 | 6  | 2  | 2  | 36 | 7  | +29 | Clasificados |
| 3. | Andrea Doria          | 13  | 10 | 6  | 1  | 3  | 20 | 18 | +2  | Clasificados |
| 4. | Savona                | 10  | 10 | 4  | 2  | 4  | 17 | 23 | -6  |              |
| 5. | Acqui                 | 3   | 10 | 1  | 1  | 8  | 5  | 62 | -57 |              |
| 6. | A.C. Ligure Bolzaneto | 2   | 10 | 0  | 2  | 8  | 8  | 32 | -24 |              |

##### Resultados
|             | AC Ligure | Acqui | Alessandria | A. Doria | Genoa | Savona |
| ----------- | --------- | ----- | ----------- | -------- | ----- | ------ |
| AC Ligure   |           | 2-2   | 0-3         | 1-3      | 1-4   | 2-2    |
| Acqui       | 3-1       |       | 0-9         | 0-3      | 0-16  | 0-5    |
| Alessandria | 5-0       | 6-0   |             | 2-2      | 3-0   | 5-0    |
| A. Doria    | 4-1       | 4-0   | 2-1         |          | 0-8   | 1-2    |
| Genoa       | 3-0       | 12-0  | 2-1         | 3-0      |       | 7-0    |
| Savona      | 3-0       | 4-0   | 1-1         | 0-1      | 0-6   |        |

#### Grupo B

##### Clasificación
|    | Equipo       | Pts | PJ | PG | PE | PP | GF | GC | +/- | Comentarios  |
| -- | ------------ | --- | -- | -- | -- | -- | -- | -- | --- | ------------ |
| 1. | Torino       | 19  | 10 | 9  | 1  | 0  | 37 | 8  | +29 | Clasificados |
| 2. | Juventus     | 15  | 10 | 7  | 1  | 2  | 46 | 14 | +32 | Clasificados |
| 3. | Vigor Torino | 14  | 10 | 7  | 0  | 3  | 27 | 20 | +7  | Clasificados |
| 4. | Valenzana    | 6   | 10 | 2  | 2  | 6  | 10 | 30 | -20 |              |
| 5. | Piemonte     | 5   | 10 | 2  | 1  | 7  | 12 | 33 | -11 |              |
| 6. | Veloces      | 1   | 10 | 0  | 1  | 9  | 8  | 35 | -27 |              |

##### Resultados
|           | Juventus | Piemonte | Torino | Valenzana | Veloces | Vigor TO |
| --------- | -------- | -------- | ------ | --------- | ------- | -------- |
| Juventus  |          | 8-1      | 2-7    | 6-0       | 5-0     | 2-3      |
| Piemonte  | 2-6      |          | 0-2    | 2-2       | 2-0     | 2-6      |
| Torino    | 1-1      | 4-0      |        | 4-0       | 4-1     | 5-2      |
| Valenzana | 0-9      | 2-0      | 0-3    |           | 4-1     | 0-2      |
| Veloces   | 0-4      | 2-3      | 1-2    | 1-1       |         | 1-3      |
| Vigor TO  | 0-3      | 1-0      | 1-5    | 2-1       | 7-1     |          |

#### Grupo C
Savoia Milano se retiró previamente.

##### Clasificación
|    | Equipo                 | Pts | PJ | PG | PE | PP | GF | GC | +/- | Comentarios  |
| -- | ---------------------- | --- | -- | -- | -- | -- | -- | -- | --- | ------------ |
| 1. | Pro Vercelli           | 17  | 10 | 8  | 1  | 1  | 24 | 6  | +18 | Clasificados |
| 2. | Casale                 | 16  | 10 | 7  | 2  | 1  | 18 | 3  | +15 | Clasificados |
| 3. | Novara                 | 12  | 10 | 6  | 0  | 4  | 16 | 8  | +8  | Clasificados |
| 4. | Nazionale Lombardia    | 11  | 10 | 5  | 1  | 4  | 14 | 22 | -8  |              |
| 5. | Racing Libertas Milano | 4   | 10 | 2  | 0  | 8  | 8  | 21 | -13 |              |

##### Resultados
|                | Casale | Naz. Lombardia | Novara | Pro Vercelli | Rac. Libertas |
| -------------- | ------ | -------------- | ------ | ------------ | ------------- |
| Casale         |        | 6-0            | 1-0    | 2-0          | 1-0           |
| Naz. Lombardia | 1-1    |                | 1-2    | 1-3          | 4-1           |
| Novara         | 1-0    | 0-1            |        | 1-2          | 5-0           |
| Pro Vercelli   | 1-1    | 9-0            | 1-0    |              | 2-1           |
| Rac. Libertas  | 0-2    | 0-2            | 2-3    | 0-2          |               |

#### Grupo D

##### Clasificación
|    | Equipo          | Pts | PJ | PG | PE | PP | GF | GC | +/- | Comentarios  |
| -- | --------------- | --- | -- | -- | -- | -- | -- | -- | --- | ------------ |
| 1. | Milan           | 19  | 10 | 9  | 1  | 0  | 52 | 3  | +49 | Clasificados |
| 2. | Juventus Italia | 13  | 10 | 4  | 5  | 1  | 27 | 16 | +11 | Clasificados |
| 3. | Bologna         | 9   | 10 | 2  | 5  | 3  | 15 | 24 | -9  |              |
| 4. | A.C. Milanese   | 8   | 10 | 3  | 2  | 5  | 26 | 19 | +7  |              |
| 5. | Chiasso         | 7   | 10 | 2  | 3  | 5  | 24 | 37 | -13 |              |
| 6. | Audax Modena    | 4   | 10 | 2  | 0  | 8  | 14 | 59 | -45 |              |

##### Resultados
|             | AC Milanese | Audax MO | Bologna | Chiasso | Juv. Italia | Milan |
| ----------- | ----------- | -------- | ------- | ------- | ----------- | ----- |
| AC Milanese |             | 9-0      | 1-2     | 10-1    | 0-0         | 0-3   |
| Audax MO    | 2-4         |          | 4-1     | 2-0     | 2-4         | 0-2   |
| Bologna     | 1-1         | 4-2      |         | 3-3     | 0-0         | 0-1   |
| Chiasso     | 3-1         | 9-1      | 2-2     |         | 4-4         | 1-7   |
| Juv. Italia | 2-0         | 13-1     | 1-1     | 2-1     |             | 0-6   |
| Milan       | 5-0         | 13-0     | 9-1     | 5-0     | 1-1         |       |

#### Grupo E

##### Clasificación
|    | Equipo         | Pts | PJ | PG | PE | PP | GF | GC | +/- | Comentarios  |
| -- | -------------- | --- | -- | -- | -- | -- | -- | -- | --- | ------------ |
| 1. | Internazionale | 18  | 10 | 9  | 0  | 1  | 60 | 8  | +52 | Clasificados |
| 2. | Como           | 12  | 10 | 5  | 2  | 3  | 22 | 20 | +2  | Clasificados |
| 3. | U.S. Milanese  | 10  | 10 | 3  | 4  | 3  | 21 | 32 | -11 |              |
| 4. | Brescia        | 8   | 10 | 3  | 2  | 5  | 10 | 18 | -8  |              |
| 4. | Cremonese      | 8   | 10 | 4  | 0  | 6  | 15 | 25 | -10 |              |
| 6. | Modena         | 4   | 10 | 1  | 2  | 7  | 13 | 38 | -25 |              |

##### Resultados
|                | Brescia | Como | Cremonese | Internazionale | Modena | US Milanese |
| -------------- | ------- | ---- | --------- | -------------- | ------ | ----------- |
| Brescia        |         | 2-0  | 2-0       | 0-2            | 3-1    | 1-1         |
| Como           | 2-0     |      | 1-0       | 3-2            | 7-0    | 2-2         |
| Cremonese      | 2-1     | 1-2  |           | 1-5            | 4-2    | 5-4         |
| Internazionale | 8-0     | 6-0  | 6-0       |                | 8-0    | 12-1        |
| Modena         | 1-1     | 4-2  | 0-1       | 1-7            |        | 3-3         |
| US Milanese    | 1-0     | 3-3  | 2-1       | 2-4            | 2-1    |             |

#### Group F

##### Clasificación
|    | Equipo          | Pts | PJ | PG | PE | PP | GF | GC | +/- | Comentarios  |
| -- | --------------- | --- | -- | -- | -- | -- | -- | -- | --- | ------------ |
| 1. | Vicenza         | 16  | 10 | 8  | 0  | 2  | 43 | 13 | +30 | Clasificados |
| 2. | Hellas Verona   | 15  | 10 | 7  | 1  | 2  | 28 | 15 | +13 | Clasificados |
| 3. | Venezia         | 12  | 10 | 4  | 4  | 2  | 23 | 18 | +5  | Clasificados |
| 4. | Padova          | 7   | 10 | 3  | 1  | 6  | 23 | 37 | -14 |              |
| 5. | Udine           | 6   | 10 | 2  | 2  | 6  | 15 | 24 | -9  |              |
| 6. | Petrarca Padova | 4   | 10 | 2  | 0  | 8  | 11 | 36 | -25 |              |

##### Resultados
|           | Hellas VR | Padova | Petrarca | Udine | Venezia | Vicenza |
| --------- | --------- | ------ | -------- | ----- | ------- | ------- |
| Hellas VR |           | 7-2    | 4-3      | 2-0   | 1-1     | 1-0     |
| Padova    | 2-5       |        | 2-0      | 4-1   | 3-5     | 1-3     |
| Petrarca  | 1-5       | 3-2    |          | 2-1   | 0-2     | 2-7     |
| Udine     | 3-0       | 2-4    | 2-0      |       | 2-2     | 0-2     |
| Venezia   | 0-1       | 1-1    | 5-0      | 3-3   |         | 3-1     |
| Vicenza   | 3-2       | 10-2   | 6-0      | 5-1   | 6-1     |         |

### Semifinales

#### Grupo A

##### Clasificación
|    | Equipo   | Pts | PJ | PG | PE | PP | GF | GC | +/- | Comentarios                  |
| -- | -------- | --- | -- | -- | -- | -- | -- | -- | --- | ---------------------------- |
| 1. | Genoa    | 10  | 6  | 5  | 0  | 1  | 25 | 5  | +20 | Clasificado a la ronda final |
| 2. | Casale   | 8   | 6  | 4  | 0  | 2  | 9  | 9  | 0   |                              |
| 3. | Juventus | 6   | 6  | 3  | 0  | 3  | 13 | 15 | -2  |                              |
| 4. | Venezia  | 0   | 6  | 0  | 0  | 6  | 4  | 22 | -18 |                              |

##### Resultados
- Tenga en cuenta que los equipos locales se leen por el lado izquierdo, mientras que los equipos visitantes se indican en la parte superior.

|          | Casale | Genoa | Juventus | Venezia |
| -------- | ------ | ----- | -------- | ------- |
| Casale   |        | 2-1   | 2-0      | 2-1     |
| Genoa    | 3-0    |       | 4-0      | 9-1     |
| Juventus | 4-2    | 2-5   |          | 2-0     |
| Venezia  | 0-1    | 0-3   | 2-5      |         |

#### Grupo B

##### Clasificación
|    | Equipo       | Pts | PJ | PG | PE | PP | GF | GC | +/- | Comentarios                  |
| -- | ------------ | --- | -- | -- | -- | -- | -- | -- | --- | ---------------------------- |
| 1. | Milan        | 9   | 6  | 4  | 1  | 1  | 9  | 6  | +3  | Clasificado a la ronda final |
| 2. | Alessandria  | 7   | 6  | 3  | 1  | 2  | 7  | 5  | +2  |                              |
| 3. | Vigor Torino | 4   | 6  | 2  | 0  | 4  | 9  | 10 | -1  |                              |
| 3. | Novara       | 4   | 6  | 2  | 0  | 4  | 9  | 13 | -4  |                              |

##### Resultados
|             | Alessandria | Milan | Novara | Vigor TO |
| ----------- | ----------- | ----- | ------ | -------- |
| Alessandria |             | 0-0   | 2-0    | 2-0      |
| Milan       | 2-1         |       | 2-1    | 2-0      |
| Novara      | 3-1         | 1-2   |        | 3-2      |
| Vigor TO    | 0-1         | 3-1   | 4-1    |          |

#### Grupo C

##### Clasificación
|    | Equipo        | Pts | PJ | PG | PE | PP | GF | GC | +/- | Comentarios                  |
| -- | ------------- | --- | -- | -- | -- | -- | -- | -- | --- | ---------------------------- |
| 1. | Torino        | 12  | 6  | 6  | 0  | 0  | 18 | 3  | +15 | Clasificado a la ronda final |
| 2. | Pro Vercelli  | 8   | 6  | 4  | 0  | 2  | 12 | 6  | +6  |                              |
| 3. | Hellas Verona | 2   | 6  | 1  | 0  | 5  | 10 | 16 | -6  |                              |
| 3. | Como          | 2   | 6  | 1  | 0  | 5  | 4  | 19 | -15 |                              |

##### Resultados
|              | Como | Hellas VR | Pro Vercelli | Torino |
| ------------ | ---- | --------- | ------------ | ------ |
| Como         |      | 3-0       | 0-1          | 1-5    |
| Hellas VR    | 6-0  |           | 2-3          | 1-4    |
| Pro Vercelli | 5-0  | 3-0       |              | 0-1    |
| Torino       | 2-0  | 3-1       | 3-0          |        |

#### Gropo D

##### Clasificación
|    | Equipo          | Pts | PJ | PG | PE | PP | GF | GC | +/- | Comentarios                  |
| -- | --------------- | --- | -- | -- | -- | -- | -- | -- | --- | ---------------------------- |
| 1. | Internazionale  | 9   | 6  | 4  | 1  | 1  | 27 | 2  | +25 | Clasificado a la ronda final |
| 2. | Andrea Doria    | 7   | 6  | 3  | 1  | 2  | 11 | 10 | +1  |                              |
| 3. | Vicenza         | 5   | 6  | 2  | 1  | 3  | 8  | 23 | -15 |                              |
| 3. | Juventus Italia | 3   | 6  | 1  | 1  | 4  | 6  | 17 | -11 |                              |

##### Resultados
- Tenga en cuenta que los equipos locales se leen por el lado izquierdo, mientras que los equipos visitantes se indican en la parte superior.

|                | Andrea Doria | Internazionale | Juv. Italia | Vicenza |
| -------------- | ------------ | -------------- | ----------- | ------- |
| Andrea Doria   |              | 1-0            | 4-2         | 2-0     |
| Internazionale | 3-0          |                | 4-0         | 16-0    |
| Juv. Italia    | 1-1          | 1-4            |             | 2-0     |
| Vicenza        | 4-3          | 0-0            | 4-0         |         |

### Ronda final

#### Clasificación
|    | Equipo         | Pts | PJ | PG | PE | PP | GF | GC | +/- | Comentarios |
| -- | -------------- | --- | -- | -- | -- | -- | -- | -- | --- | ----------- |
| 1. | Genoa          | 7   | 5  | 3  | 1  | 1  | 13 | 11 | +2  |             |
| 2. | Torino         | 5   | 5  | 1  | 3  | 1  | 11 | 7  | +4  |             |
| 2. | Internazionale | 5   | 5  | 2  | 1  | 2  | 11 | 12 | -1  |             |
| 4. | Milan          | 3   | 5  | 0  | 3  | 2  | 4  | 9  | -5  |             |

|                                |
| Campeón                        |
| Genoa                          |
| 7º título                      |
| Reconocido por la FIGC en 1919 |

##### Resultados
|                | Genoa | Internazionale | Milan | Torino |
| -------------- | ----- | -------------- | ----- | ------ |
| Genoa          |       | 5-3            | 3-0   | -      |
| Internazionale | 1-3   |                | 3-1   | 2-1    |
| Milan          | 1-1   | -              |       | 1-1    |
| Torino         | 6-1   | 2-2            | 1-1   |        |

## Italia del Centro-Sur

### Clasificaciones

#### Toscana
Italia Firenze se retiró previamente.

##### Clasificación
|    | Equipo             | Pts | PJ | PG | PE | PP | GF | GC | +/- | Comentarios  |
| -- | ------------------ | --- | -- | -- | -- | -- | -- | -- | --- | ------------ |
| 1. | Pisa               | 20  | 12 | 9  | 2  | 1  | 40 | 11 | +29 | Clasificados |
| 2. | Lucca              | 16  | 12 | 7  | 2  | 3  | 23 | 11 | +12 | Clasificados |
| 3. | Libertas Firenze   | 15  | 12 | 6  | 3  | 3  | 28 | 21 | +7  |              |
| 4. | Firenze            | 14  | 12 | 6  | 2  | 4  | 15 | 14 | +1  |              |
| 5. | S.P.E.S. Livorno   | 9   | 12 | 3  | 3  | 6  | 13 | 18 | -5  |              |
| 6. | Virtus Juventusque | 6   | 12 | 2  | 2  | 8  | 15 | 27 | -12 |              |
| 7. | Prato              | 2   | 12 | 1  | 0  | 11 | 4  | 36 | -32 |              |

##### Resultados
- Tenga en cuenta que los equipos locales se leen por el lado izquierdo, mientras que los equipos visitantes se indican en la parte superior.

|             | Firenze | Libertas FI | Lucca | Pisa | Prato | Spes LI | Virtus Juv. |
| ----------- | ------- | ----------- | ----- | ---- | ----- | ------- | ----------- |
| Firenze     |         | 0-0         | 2-0   | 0-3  | 2-0   | 2-0     | 4-1         |
| Libertas FI | 2-0     |             | 4-2   | 1-6  | 8-1   | 3-1     | 2-0         |
| Lucca       | 0-1     | 2-1         |       | 2-1  | 6-0   | 2-0     | 3-0         |
| Pisa        | 5-0     | 5-1         | 1-1   |      | 5-0   | 3-0     | 2-1         |
| Prato       | 2-1     | 0-2         | 0-2   | 0-2  |       | 0-2     | 1-2         |
| Spes LI     | 0-2     | 2-2         | 1-1   | 1-1  | 2-0   |         | 4-2         |
| Virtus Juv. | 1-1     | 2-2         | 0-2   | 4-6  | 2-0   | -       |             |

#### Lacio

##### Clasificación
|    | Equipo         | Pts | PJ | PG | PE | PP | GF | GC | +/- | Comentarios  |
| -- | -------------- | --- | -- | -- | -- | -- | -- | -- | --- | ------------ |
| 1. | Roman          | 18  | 10 | 9  | 0  | 1  | 42 | 13 | +29 | Clasificados |
| 2. | Lazio          | 15  | 10 | 7  | 1  | 2  | 39 | 14 | +25 | Clasificados |
| 3. | Audace Roma    | 11  | 10 | 5  | 1  | 4  | 25 | 18 | +7  |              |
| 4. | Fortitudo Roma | 6   | 10 | 3  | 0  | 7  | 12 | 35 | -23 |              |
| 5. | Juventus Audax | 5   | 10 | 2  | 1  | 7  | 14 | 31 | -17 |              |
| 5. | Pro Roma       | 5   | 10 | 2  | 1  | 7  | 17 | 38 | -21 |              |

##### Resultados
- Tenga en cuenta que los equipos locales se leen por el lado izquierdo, mientras que los equipos visitantes se indican en la parte superior.

|            | Audace | Fortitudo | Juv. Audax | Lazio | Pro Roma | Roman |
| ---------- | ------ | --------- | ---------- | ----- | -------- | ----- |
| Audace     |        | 2-4       | 5-0        | 3-0   | 3-0      | 1-5   |
| Fortitudo  | 1-3    |           | 1-4        | 0-4   | 3-2      | 0-4   |
| Juv. Audax | 1-4    | 2-3       |            | 1-1   | 1-4      | 1-4   |
| Lazio      | 3-2    | 7-0       | 5-0        |       | 5-2      | 4-0   |
| Pro Roma   | 1-1    | 2-0       | 1-4        | 1-8   |          | 3-7   |
| Roman      | 3-1    | 5-0       | 3-0        | 5-2   | 6-1      |       |

#### Campania
| Equipo 1              | Agr. | Equipo 2 | Ida | Vuelta |
| --------------------- | ---- | -------- | --- | ------ |
| Internazionale Napoli | 5-2  | Naples   | 4-1 | 1-1    |

Partidos suspendidos por irregularidades.
Repetición
| Equipo 1              | Resultado | Equipo 2 |
| --------------------- | --------- | -------- |
| Internazionale Napoli | 3-0       | Naples   |

La segunda ronda no fue disputada a causa de la Primera Guerra Mundial.

### Ronda clasificatoria de Italia Central

#### Clasificación
|    | Equipo | Pts | PJ | PG | PE | PP | GF | GC | +/- | Comentarios |
| -- | ------ | --- | -- | -- | -- | -- | -- | -- | --- | ----------- |
| 1. | Lazio  | 10  | 6  | 5  | 0  | 1  | 15 | 9  | +6  | Clasificado |
| 2. | Pisa   | 8   | 6  | 4  | 0  | 2  | 15 | 13 | +2  |             |
| 3. | Roman  | 6   | 6  | 3  | 0  | 3  | 14 | 9  | +5  |             |
| 4. | Lucca  | 0   | 6  | 0  | 0  | 6  | 3  | 16 | -13 |             |

##### Resultados
|       | Lazio | Lucca | Pisa | Roman |
| ----- | ----- | ----- | ---- | ----- |
| Lazio |       | 2-0   | 4-2  | 2-1   |
| Lucca | 1-2   |       | 2-3  | 0-2   |
| Pisa  | 4-0   | 4-0   |      | 2-0   |
| Roman | 1-5   | 3-0   | 7-0  |       |

### Ronda final
Los partidos no fueron disputados a causa de la Primera Guerra Mundial.

## Final Nacional
Los partidos no fueron disputados a causa de la Primera Guerra Mundial.